# Шефлера
Шеффлера (лат. Schéfflera) — рід тропічних рослин родини Аралієві. Види поширені в Новій Зеландії та островах південно-західної частини Тихого океану: Нова Каледонія, Фіджі, Вануату, Самоа. Рід названий на честь німецького ботаніка XVIII століття Якоба Християна Шеффлера (нім. Jacob Christian Scheffler).
Окремі представники роду культивуються як декоративні рослини  і виростають до 2 метрів у висоту. Рослина потребує яскравого розсіяного світла, молоде листя не витримує впливу прямих сонячних променів.

## Біоморфологічна характеристика
Представники роду — чагарники, ліани і дерева, які можуть досягати 5 метрів у висоту.Листки на довгих черешках, складні, пальчасті,  розсічені на 4-12 частин. З віком стовбур дерева оголюється, листя формується тільки на верхніх частинах пагонів. Суцвіття волотисті або гроноподібні. Рід складає понад 580 видів.

## Види
До роду шефлера належить приблизно 13 видів згідно з Plants of the World Online:
1. Schefflera balansana Baill.
2. Schefflera candelabrum Baill.
3. Schefflera coenosa (R.Vig.) Frodin
4. Schefflera digitata J.R.Forst. & G.Forst.
5. Schefflera euthytricha A.C.Sm.
6. Schefflera kerchoveiana (Veitch ex W.Richards) Frodin & Lowry
7. Schefflera leratii R.Vig.
8. Schefflera neoebudica Guillaumin
9. Schefflera ouveana (Däniker) Frodin
10. Schefflera pseudocandelabrum R.Vig.
11. Schefflera samoensis (A.Gray) Harms
12. Schefflera vieillardii Baill.
13. Schefflera vitiensis (A.Gray) Seem.

## Синоніми
Рід мав бурхливу таксономічну історію; список синонімів включає:
- Actinomorphe (Miq.) Miq.
- Actinophyllum Ruiz & Pav.
- Agalma Miq.
- Astropanax Seem.
- Bakeria Seem.
- Brassaia Endl.
- Cephaloschefflera (Harms) Merr.
- Crepinella Marchal
- Didymopanax Decne. & Planch.
- Dizygotheca N.E.Br.
- Geopanax Hemsl.
- Heptapleurum Gaertn.
- Neocussonia Hutch.
- Nesopanax Seem.
- Octotheca R.Vig.
- Parapanax Miq.
- Paratropia (Blume) DC.
- Scheffleropsis Ridl.
- Sciadophyllum P.Browne
- Tupidanthus Hook.f. & Thomson